# Kroon van Wilhelm II van Pruisen

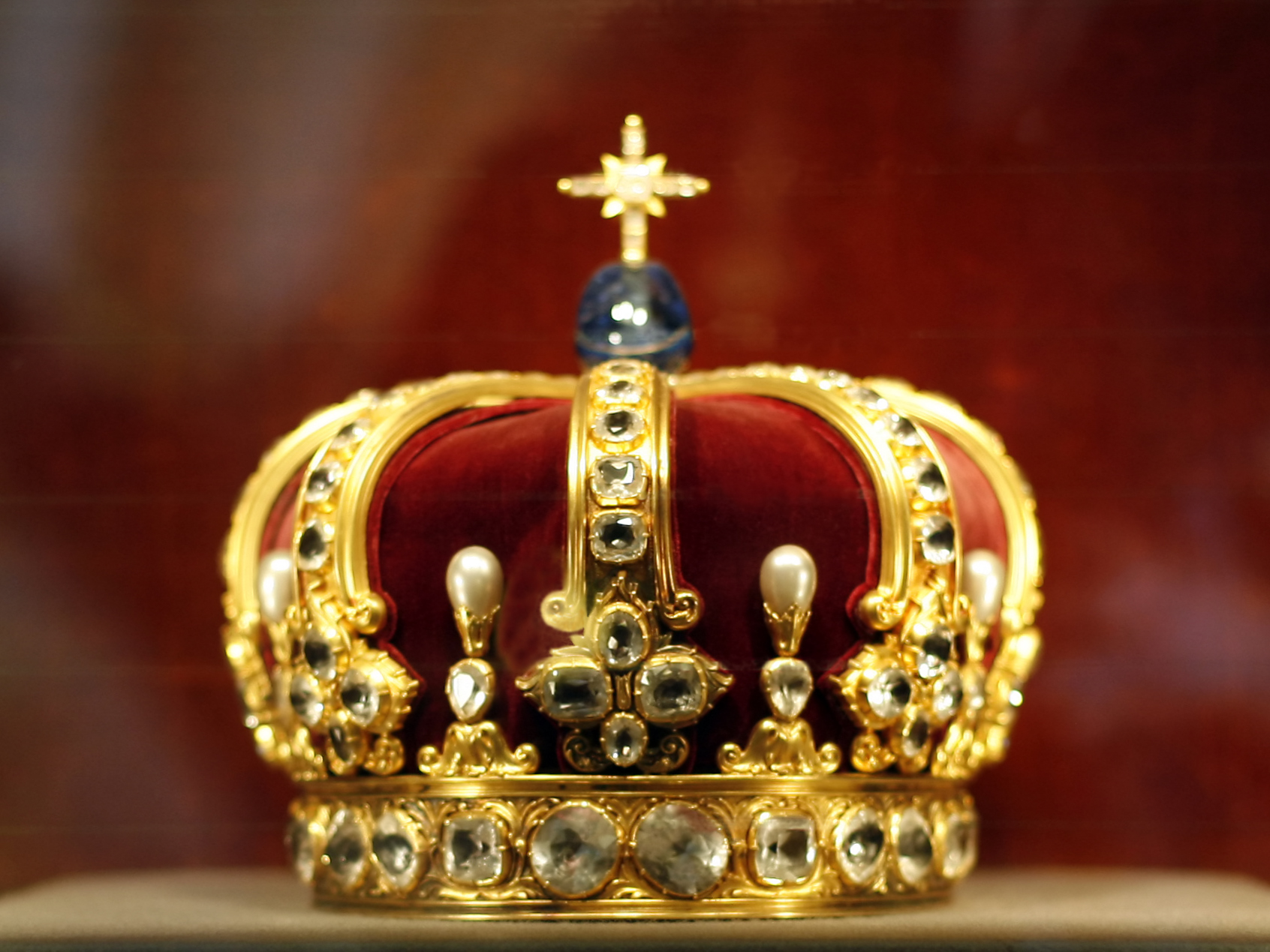

De Kroon van Wilhelm II van Pruisen werd in 1888 gesmeed maar het juweel werd niet gebruikt. Hij was zeker niet bedoeld als kroon van het derde Duitse Keizerrijk, het was een Pruisische kroon maar tot een kroning, zoals van zijn grootvader, kwam het niet. De kroon werd als versiering in de heraldiek en in de faleristiek gebruikt.

## Ontwerp
De kroon bestaat een gouden band en acht opstaande diademen zodat van een klassieke beugelkroon kan worden gesproken. De kroon bevat een grote blauwe saffier, 142 roosgeslepen diamanten, 18 diamanten met een ander slijpsel en acht grote parels.
Wilhelm II mocht deze zogeheten "Hohenzollernkroon" na zijn abdicatie in 1918 houden. Tijdens de Tweede Wereldoorlog werd de kroon ingemetseld in de crypte van een kerk. Later ontving de familie de kroon met de meeste andere juwelen terug.
In 2011 werd de kroon op de Burg Hohenzollern in Zuid-Duitsland bewaard.